# Ordoreanu, Ilfov
Ordoreanu este un sat în comuna Clinceni din județul Ilfov, Muntenia, România. Este situat în partea de vest a județului, în  lunca Argeșului.
În 1986, ca urmare a începerii lucrărilor la Canalul Dunăre-București, satul a fost demolat pentru a face loc lacului de acumulare Mihăilești-Cornetu. După 1990 satul a fost recunoscut de autorități drept sat-martir, și foștii proprietari au fost reîmproprietăriți pe actualul amplasament. La recensământul din 2002 avea o populație de 77 de locuitori.

## Personalități
- Vasile Paraschiv (1928 - 2011), disident anticomunist